# René-Jacques
René-Jacques, de son vrai nom René Giton, est un photographe français, né le 29 mai 1908 à Phnom Penh au Cambodge, et mort le 6 juillet 2003 à Torcy. 

## Biographie
René Giton naît en mai 1908 à Phnom Penh. Son père est administrateur colonial. Il fait ses études en France, à Royan, puis au lycée Buffon à Paris. Il se passionne pour la photographie et obtient en 1927 un premier prix dans un concours de photographie amateur à Royan. 
Après son service militaire, il entreprend les études de droit, mais choisit de changer d’orientation afin de se consacrer à sa passion. Il adopte son nom d’artiste : René-Jacques. En 1938, il illustre de 112 photographies l'ouvrage de Francis Carco Envoûtement de Paris. À la même période, entre 1938 et 1939, il devient le photographe de plateau du réalisateur Georg Wilhelm Pabst.  
Membre du groupe du « Rectangle » en 1941, il est l'un des fondateurs du Groupe des XV en 1946, collectif de photographes qui compte Robert Doisneau, Willy Ronis et Pierre Jahan dans les années 1950. 
René-Jacques meurt le 6 juillet 2003 à Torcy à l’âge de 95 ans.

## Expositions
- 20 septembre - 28 octobre 1989 : René-Jacques : un illustrateur photographie Paris, Bibliothèque historique de la ville de Paris, Hôtel de Lamoignon, Paris.
- 1991 : Rétrospective René-Jacques 1934-1965, réalisée par la Mission du patrimoine photographique, Paris, Palais de Tokyo ; puis 1993 : Centre culturel, Saint-Benoît-du-Sault (Indre).
- 15 novembre 2019 - 4 octobre 2020 : René-Jacques. L’élégance des formes, Château de Tours, Tours ; exposition organisée par le Le Jeu de Paume et la Médiathèque du patrimoine et de la photographie.

## Collections
Depuis 2005, la Médiathèque du patrimoine et de la photographie (MPP) est l'affectataire de la donation faite à l’État en 1990 de l’œuvre de René-Jacques : 27500 négatifs, 22500 tirages, 71 albums de contacts, 24 cartons d'archives.
Des photos de René-Jacques sont par ailleurs conservées à la Bibliothèque historique de la Ville de Paris : 4 411 photographies numérisées et consultables sur le portail des bibliothèques spécialisées de la Ville de Paris.

## Filmographie
- René-Jacques, film-portrait de Patrick Roegiers, 26 min, Maison européenne de la photographie / Mission du patrimoine photographique, 1991.

#### Portfolio
- Photos de René-Jacques, sur le site Argentic.